# Nikolai Massalitinow

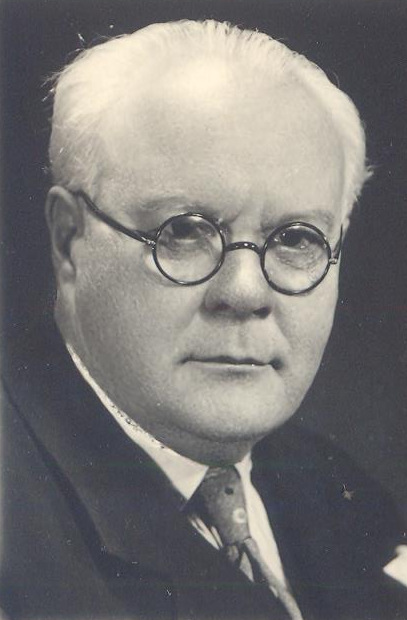
Nikolai Massalitinow, 1940

Nikolai Ossipowitsch Massalitinow (bulgarisch Николай Масалитинов; * 24. April 1880 in Jelez, Russland; † 14. März 1961 in Sofia) war ein bulgarisch-russischer Regisseur.

## Leben
Massalitinow war zunächst am Moskauer Künstlertheater tätig, bevor er an das Bulgarische Nationaltheater nach Sofia ging. Von 1925 bis 1944 war er Chefregisseur am Nationaltheater. 1925 eröffnete er am Theater ein Studio, in dem eine große Zahl bulgarischer Schauspieler ausgebildet wurden. Von 1944 bis 1961 war er am Nationaltheater als Regisseur tätig. 
Er inszenierte etwa 140 Bühnenwerke und gilt als Wegbereiter des Realismus in der bulgarischen Dramatik und Bühnenkunst. Er wurde mit dem Dimitroffpreis ausgezeichnet.